# Hjalmar Dahlström

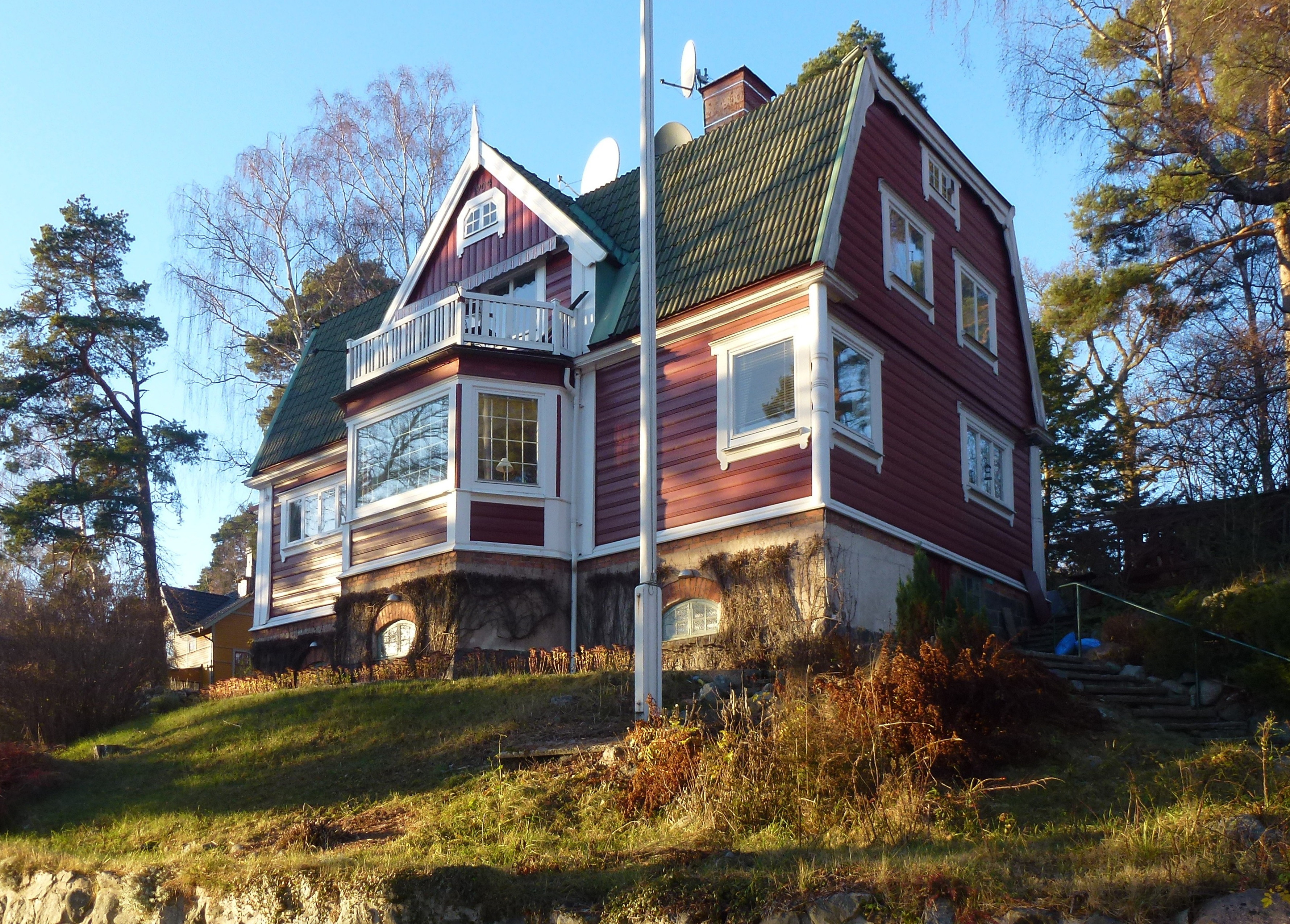
Villa Dahlström, Storängen, 2013.

Knut August Hjalmar Dahlström, född 15 januari 1868, död 1935, var en svensk veterinär.
Efter veterinärexamen 1891 och några års praktik blev Dahlström distriktsveterinär i Halmstad, senare professor i patologi och terapi vid Veterinärhögskolan. Han var verksam inom den svenska djurskyddsrörelsen och var även under en följd av år sekreterare och vice ordförande i Svenska djurskyddsföreningarnas centralförbund. Dahlström har företagit flera utländska studieresor för studium främst av de smittsamma husdjurssjukdomarna och även utövat ett omfattande författarskap inom området.
Dahlström hörde till de första som 1904 flyttade till det nygrundade villasamhället i Storängen i nuvarande Nacka kommun. Han bodde vid Storängens strandväg 16 med utsikt över Järlasjön.